# Shawne Williams
Shawne Brian Williams (Memphis, Tennessee, 16 de febrero de 1986) es un jugador de baloncesto estadounidense que se encuentra sin equipo. Mide 2,06 metros y juega en las posiciones de alero y ala-pívot.

## Trayectoria profesional

### Universidad
Solamente disputó un año la competición de la NCAA con la camiseta de los Tigers de la Universidad de Memphis, en la cual promedió 13,2 puntos y 6,2 rebotes, liderando a los novatos en ambas clasificaciones en la Conference USA.

#### Estadísticas
| Año     | Equipo  | PJ | PT | MPP  | %TC  | %3P  | %TL  | RPP | APP | ROB | TPP | PPP  |
| ------- | ------- | -- | -- | ---- | ---- | ---- | ---- | --- | --- | --- | --- | ---- |
| 2005–06 | Memphis | 36 | 34 | 27.8 | .416 | .312 | .786 | 6.2 | 1.9 | 1.4 | 1.4 | 13.2 |

### Profesional

#### NBA
Avalado por Larry Bird, fue elegido en la 17.ª posición de la primera ronda del Draft de la NBA de 2006 por los Indiana Pacers. En su debut como profesional, contra Chicago Bulls, anotó 13 puntos, la segunda mejor marca de un rookie en los Pacers. Terminó la temporada con 3,9 puntos y 1,8 rebotes, disfrutando de apenas 12 minutos de juego por partido.
En octubre de 2008, fue traspasado a Dallas Mavericks a cambio de Eddie Jones. El 11 de enero de 2010, los Mavericks traspasaron a Williams a New Jersey Nets junto con Kris Humphries a cambio de Eduardo Nájera, aunque posteriormente fue cortado por los Nets.
En septiembre de 2010, firma como agente libre por los New York Knicks.
El 15 de diciembre de 2011, fichó por los New Jersey Nets por dos años.
El 15 de marzo de 2012, fue traspasado a los Portland Trail Blazers, junto con Mehmet Okur y una primera ronda de draft protegida a cambio de Gerald Wallace.
A principios de septiembre de 2013, firmó un contrato para jugar con Los Angeles Lakers, pero fue liberado a principios de enero de 2014. El 27 de enero de 2014, fue adquirido por Los Angeles D-Fenders de la Liga de desarrollo de la NBA. A principios de febrero de ese mismo año, firmó un contrato de diez días con los Lakers, pero después que su contrato expiró, quedó agente libre al no firmar otro contrato más. El 19 de febrero de 2014, fue re-adquirido por los D-Fenders de la liga de desarrollo.
El primero de agosto de 2014, firmó un contrato para jugar con los Miami Heat. El 19 de febrero de 2015, Williams fue traspasado a los New Orleans Pelicans en un acuerdo entre tres equipos que involucró a Miami Heat y a Phoenix Suns. Tres días después fue cortado por los Pelicans. Al día siguiente fue adquirido por Detroit Pistons, con los que disputó 19 encuentros hasta final de temporada.
El 11 de junio de 2015, fue traspasado junto a Caron Butler, a Milwaukee Bucks a cambio de  Ersan İlyasova. Pero el 30 de junio, fue cortado por los Bucks.

#### G League
Tras una temporada sin equipo, en octubre de 2017, se una a las filas de los Iowa Wolves de la NBA G League.

#### Baréin
El 21 de enero de 2019, se une al Al-Riffa SC de la Premier League de Baloncesto de Baréin.

## Estadísticas de su carrera en la NBA

### Temporada regular
| Año     | Equipo      | PJ  | PT | MPP  | %TC  | %3P  | %TL   | RPP | APP | ROB | TPP | PPP |
| ------- | ----------- | --- | -- | ---- | ---- | ---- | ----- | --- | --- | --- | --- | --- |
| 2006-07 | Indiana     | 46  | 3  | 12.1 | .469 | .365 | .550  | 1.8 | .5  | .1  | .2  | 3.9 |
| 2007-08 | Indiana     | 65  | 3  | 14.9 | .427 | .314 | .717  | 2.7 | .9  | .4  | .4  | 6.7 |
| 2008-09 | Dallas      | 15  | 0  | 11.3 | .286 | .059 | .818  | 3.1 | .1  | .1  | .6  | 2.8 |
| 2010-11 | New York    | 64  | 11 | 20.7 | .426 | .401 | .837  | 3.7 | .7  | .6  | .8  | 7.1 |
| 2011-12 | New Jersey  | 25  | 6  | 20.6 | .286 | .241 | .727  | 2.7 | .6  | .4  | .4  | 4.5 |
| 2013-14 | L.A. Lakers | 36  | 13 | 20.9 | .380 | .326 | .700  | 4.6 | .8  | .5  | .8  | 5.6 |
| 2014-15 | Miami       | 44  | 22 | 21.0 | .425 | .395 | .848  | 3.2 | .8  | .5  | .4  | 6.6 |
| 2014-15 | Detroit     | 19  | 0  | 8.6  | .317 | .154 | 1.000 | 1.4 | .4  | .2  | .2  | 2.6 |
| Total   | Total       | 314 | 58 | 17.1 | .403 | .339 | .755  | 3.0 | .7  | .4  | .5  | 5.6 |

### Playoffs
| Año   | Equipo   | PJ | PT | MPP  | %TC  | %3P  | %TL  | RPP | APP | ROB | TPP | PPP |
| ----- | -------- | -- | -- | ---- | ---- | ---- | ---- | --- | --- | --- | --- | --- |
| 2011  | New York | 4  | 0  | 25.3 | .417 | .429 | .750 | 3.5 | 1.3 | 1.0 | 1.0 | 8.0 |
| Total | Total    | 4  | 0  | 25.3 | .417 | .429 | .750 | 3.5 | 1.3 | 1.0 | 1.0 | 8.0 |

## Vida personal
Durante el verano de 2010, recibió la invitación para el training camp de dos equipos: los New York Knicks y Charlotte Bobcats. Pero debido a que su hermano mayor, que fue asesinado, le había visto jugar por última vez en el Madison Square Garden, decidió escoger a los Knincks.
Desde 2011 a 2013 Williams estuvo saliendo con la modelo Molly Mclane. 
Desde 2017, está comprometido con la rapera y participante del programa Love & Hip Hop: Atlanta, Jessica Dime. Tienen una hija nacida en 2018.

### Problemas con la justicia
El 11 de septiembre de 2007, fue arrestado en Indianápolis (Indiana) por la posesión de marihuana. Otros dos pasajeros de su coche, fueron también arrestados. Un fue acusado de posesión de marihuana, y el otro fue acusado de posesión de arma de fuego robada.
En enero de 2010, fue detenido en Memphis con cargos por drogas y la venta de codeína. Posteriormente, Williams se declaró culpable en abril de un delito menor de posesión de drogas. Se le impuso seis meses de libertad condicional, se le ordenó someterse a pruebas de drogas obligatorias, asistir a una escuela para delincuentes de drogas y hacer una contribución de 10.000 dólares al Tribunal de Tratamiento de Drogas del Condado de Shelby. Tras eso, quedó saldada su deuda.
El 13 de diciembre de 2012, fue arrestado de nuevo en Memphis con cargos por drogas, después de que un agente de policía oliera marihuana procedente de su Porsche, que estaba estacionado en el aparcamiento de un centro comercial. En el coche, los agentes encontraron un porro de marihuana parcialmente fumado, así como otro porro y un frasco de jarabe para la tos con codeína que le había sido recetado.